# Radiotélescope de la Villette
Le radiotélescope de la Villette est un radiotélescope situé dans le parc de la Villette, dans le 19e arrondissement de Paris, à proximité de la Cité des sciences et de l'industrie. Il est constitué d'une antenne parabolique de 10 mètres de diamètre destinée à recevoir les signaux de la raie à 21 centimètres de l'hydrogène. Ce radiotélescope est installé sur une monture équatoriale de manière à pouvoir suivre  l'objet à étudier.

## Historique

### Installation
Le radiotélescope de la Villette est installé en mars 1986 au moment de la création de la Cité des Sciences et de l’Industrie (CSI) et du Parc de la Villette. En 1981, pour les concepteurs de la partie astrophysique de la Cité des Sciences, il est important de montrer que l'astrophysique est une science expérimentale. Le radiotélescope est le seul instrument d'observation capable de fonctionner en pleine ville et en plein jour. De plus, sa taille le rend visible, même s'il reste modeste à l'échelle du bâtiment du musée et de la Géode. Le radiotélescope est conçu pour l’écoute des signaux en provenance du soleil et de radiosources. 
Commandé à l'Observatoire de Paris, le radiotélescope est construit et testé à la station de radioastronomie de Nançay en 1984 sous la responsabilité du radioastronome François Biraud. Un document sur papier millimétré annoté indique le 4 janvier 1984, date de la réception  à la station de radioastronomie de Nançay des premiers photons du Soleil à 10 h TUC, puis de Taurus A et de Cas A le 1er février. En 1985, le Comité de Liaison Enseignants et Astronomes publie dans les Cahiers Clairaut un document intitulé « Un radiotélescope à la disposition des amateurs ». Démonté et transporté dans le parc de la Villette, le radiotélescope y est mis en fonction sous la supervision de François Biraud. Un document transmis par son fils Hervé (radioamateur F5HRY), toujours sur papier millimétré, est annoté « SOLEIL LA VILLETTE, 20 MARS 86 ».  Lors de travaux d'aménagement du jardin dans le Parc de la Villette en 1990, un câble qui relie le radiotélescope avec la Cité des Sciences est sectionné accidentellement. Faute de moyens pour la réparation et l’exploitation de l’instrument, le radiotélescope est oublié et rouille lentement par manque d’entretien pendant plus de 33 ans,,,.

### Réhabilitation
En 2008, l’Association des Radioamateurs de Paris (ARP75) signe avec l’Etablissement Public de la Grande Halle et du parc de la Villette (EPPGHV) une convention en vue de la réhabilitation du radiotélescope. L'instrument n'est pas alimenté en électricité, ne possède aucun équipement radio et aucune documentation n'est disponible. L'ARP75 doit effectuer un énorme travail de relevé des câblages des capteurs optiques et des moteurs. Des erreurs sont d’ailleurs trouvées et peuvent être corrigées. Une carte électronique de télécommande est installée permettant d'activer les moteurs. Malheureusement, en raison de la vieillesse des joints d'étanchéité et du manque d'entretien, de la rouille s'est formée dans un des moto réducteurs et une pièce est cassée à l'intérieur. Faute de compétence et de moyens mécanique pour réparer, le projet s’est interrompu de 2013 à 2018.
Une nouvelle association sans but lucratif (loi 1901), reconnue d’Intérêt Général, Dimension Parabole, commence ses travaux en 2018 en vue de remettre l'instrument en état de marche. Trois grands chantiers sont mis en œuvre pour :
- réparer la motorisation dont l'axe de déclinaison ne fonctionne plus,

- étudier un système de positionnement de la parabole : carte interface[13] de lecture des codeur optiques[14], pilotage des moteurs avec asservissement de position, connexions et télécommandes par Internet,

- créer une chaîne de réception qui est inexistante : préamplificateur[15], filtres passe-bande, changement de câbles coaxial, récepteurs SDR[16].

Fin juillet 2019, la première lumière de la galaxie est captée par le radiotélescope à la suite de la mise en fonction du préamplificateur situé au niveau de la source, au foyer de l'antenne, par l'alimentation de celui-ci en courant de 12 V via le câble coaxial. Pendant un an, des images de transits de la galaxie au zénith de la Villette sont calculées quotidiennement.
En juillet 2020, grâce à la réparation du réducteur du moteur de l'axe de déclinaison par les hackers d'Electrolab à Nanterre, le radiotélescope peut commencer à effectuer des enregistrements du soleil et de radiosources comme la nébuleuse du Crabe (Taurus A, M1), Cygnus A, Cassiopée A et d'autres radiosources plus faibles.
L’association réalise des observations et pratique des activités quotidiennes avec cet instrument, qui présentent au public plusieurs facettes de l’astronomie et des techniques de télécommunications.
En 2021, l'extra media d'Universcience a consacré un reportage à la réhabilitation du radiotélescope.

## Caractéristiques du radiotélescope
La position GPS du radiotélescope est : 48° 53′ 38″ N, 2° 23′ 16″ E
L'antenne du radiotélescope est montée sur un support équatorial (un de ses deux axes est parallèle à l'axe de rotation de la Terre). Trois moteurs la pilotent dans deux directions, ascension droite, déclinaison et poursuite. L'antenne de 10 m de diamètre a une forme de paraboloïde qui concentre les signaux des radiosources sur un dipôle accordé sur la fréquence de l'hydrogène atomique H1 à 1420 MHz. La surface de l'antenne apporte un gain théorique de 40 décibels (dB) dans la direction visée avec un lobe de 1,6 degré. Le préamplificateur et la source de l'antenne ont été récemment remplacés par des modèles plus performants (facteur de bruit de 0,4 dB, source septum à polarisation circulaire). La précision de pointage est inférieure au dixième de degré d'angle.

## Observations
Les signaux des radiosources observées sont situés dans la bande L autour de la fréquence de l'hydrogène neutre H1. L'hydrogène neutre émet un signal sous forme d'une raie spectrale hyperfine à 1420,405752 MHz (structure hyperfine du niveau d’énergie). Au contraire, d'autres signaux à large bande émis par les radiosources sont d'origine thermique ou dus à l'effet synchrotron. Il existe également des signaux impulsionnels périodiques très réguliers originaires de pulsars qui ont pu être détectés.